# The Cheetah Girls 3: One World
The Cheetah Girls 3: One World is een Disney Channel Original Movie uit 2008. Het is de derde en laatste film van de Cheetah Girls film-trilogie en ging op 22 augustus 2008 in première. Dit is de eerste film zonder Raven-Symoné.

## Verhaal
Terwijl Galleria aan de University of Cambridge studeert in Engeland, zijn Chanel (Adrienne Bailon), Dorinda (Sabrina Bryan) en Aqua (Kiely Williams) cast in de kwistige nieuwe Bollywoodfilm "Namaste Bombay". De Cheetah Girls reizen door de wereld naar India. Daar ontmoeten zij Rahim (Rupak Ginn), de man die de hoofdrol speelt, die zij wel leuk vinden, maar ook wat onhandig. Nadat ze de choreograaf van de film hebben ontmoet, Gita (Deepti Daryanani), ontstaat er een dans-battle tussen hen en Gita met haar achtergrond-dansers. Ze komen erachter dat de regisseur van de musical, Vikram "Vik" (Michael Steger), een van de Cheetah Girls moet kiezen voor de rol, omdat het budget genoeg is voor alleen één ster.
Wanneer het bekend wordt dat ze naar huis moeten gaan, zijn ze van streek, totdat ze realiseren dat elk mag auditeren voor de hoofdrol. Ook al maken zij allemaal een belofte dat ze eerlijk zullen zijn in de competitie, wordt het allemaal anders wanneer elk lid jaloers wordt van andermans specifieke talenten. Chanel wordt bevriend met Vik, Dorinda met Rahim en Aqua wordt bevriend met een jongen die ze ontmoet heeft sinds ze Amerika heeft verlaten, Amar (Kunal Sharma). Elke meid gelooft de producer van de film Khamal (Roshan Seth), Vik's oom, die zegt dat ze haar gaat kiezen na de auditie. Chanel wordt verteld, omdat zij de beste zangeres is, zij de rol zal krijgen, terwijl de rol aan Dorinda belooft wordt, omdat zij de beste danseres is, terwijl Aqua overtuigt wordt dat het haar rol wordt, omdat zij de beste actrice is. De drie Cheetahs auditeren tegen elkaar en Chanel krijgt de rol die ze later afslaat, omdat ze zich, net als de andere Cheetahs, realiseren dat vriendschap en eenheid meer belangrijker zijn dan hun individualiteit of groep-carrières.
Nadat Chanel de rol afslaat, overtuigen ze Khamal om Gita de rol te geven waar hij uiteindelijk mee eens wordt. Aan het einde van "Namaste Bombay" zingen en dansen de Cheetah Girls op "One World".

## Productie
Volgens Disney zou het verhaal over gaan dat de Cheetah Girls naar India gaan om in een Bollywoodproductie te spelen. Net als The Cheetah Girls 2 werd het op locatie in het buitenland gefilmd. In een interview zei Bailon dat het filmen drie maanden lang zou duren in India en dat ze wat onderzoek deed voor de film. Ze zei ook dat "iedereen van de originele cast terug zou komen". Echter had Raven-Symoné later verteld dat ze niet terug zou komen voor de film, omdat ze bezig was met haar vierde album en films zoals College Road Trip. Hoewel sommige bronnen vertelden dat zij en Adrienne Bailon niet goed met elkaar konden opschieten tijdens de productie van de tweede film. Zelfs al zou het goed gaan om met haar te werken, zou Raven niet terugkomen.
Het filmen begon in Udaipur, India gedurende maart 2008. Net als High School Musical 2 had Disney een "play your part" rol waar kijkers en fans elementen konden kiezen van de film.
Tijdens de première van Camp Rock waren de eerste van de vele Road to "Cheetah Girls: One World" segmenten te zien.

## Rolverdeling
| Acteur           | Personage           |
| ---------------- | ------------------- |
| Kiely Williams   | Aquanette Walker    |
| Adrienne Bailon  | Chanel Simmons      |
| Sabrina Bryan    | Dorinda Thomas      |
| Kunal Sharma     | Amar                |
| Michael Steger   | Vikram              |
| Rupak Ginn       | Rahim               |
| Deepti Daryanani | Gita                |
| Roshan Seth      | Uncle Khamal Bhatia |

## Nummers
Dit is een lijst met de nummers die in de film voorkomt en ook in hun album.
1. Cheetah Love
2. Dig a Little Deeper
3. Dance Me If You Can
4. Fly Away
5. Stand Up
6. What If
7. I'm the One
8. No Place Like Us
9. One World
10. Feels Like Love
11. Crazy on the Dance Floor
12. Circle Game